# 梅田村 (京都府)
梅田村（うめだむら）は、京都府船井郡にあった村。現在の京丹波町の南西端にあたる。
村名は村内の梅田春日大社、及びこの付近にあり、土師川に架かる梅田橋による。

## 地理
- 山岳：西山、兜山、五条山
- 河川：土師川

## 歴史
- 1889年（明治22年）4月1日 - 町村制の施行により、水原村・上大久保村・下大久保村・坂井村・鎌谷中村・鎌谷下村・鎌谷奥村・東又村の区域をもって発足。
- 1951年（昭和26年）4月1日 - 檜山村・三ノ宮村・質美村と合併して瑞穂村が発足。同日梅田村廃止。

## 交通

### 道路
- 山陰街道（現・国道9号）